# Dimeria santapaui
Dimeria santapaui är en gräsart som beskrevs av Joaquim de Almeida. Dimeria santapaui ingår i släktet Dimeria och familjen gräs. Inga underarter finns listade i Catalogue of Life.